# Russell Dlamini
Russell Mmemo Dlamini (sinh ngày 23 tháng 10 năm 1973) là một chính khách Eswatini. Ông hiện giữ chức thủ tướng Eswatini từ ngày 4 tháng 11 năm 2023.

## Tiểu sử
Dlamini tốt nghiệp bằng cử nhân ngành khoa học nông nghiệp tại Đại học Eswatini, và bằng thạc sĩ về quy hoạch và quản lý phát triển bền vững tại Đại học Stellenbosch năm 2006. Tháng 11 năm 2015, ông được bổ nhiệm làm giám đốc điều hành của Cơ quan Quản lý Thiên tai Quốc gia.
Sau cuộc tổng tuyển cử Eswatini năm 2023, Quốc vương Mswati III đã bổ nhiệm ông làm Thủ tướng.